# Rudno (gromada w powiecie mińskim)
Rudno – dawna gromada, czyli najmniejsza jednostka podziału terytorialnego Polskiej Rzeczypospolitej Ludowej w latach 1954–1972.
Gromady, z gromadzkimi radami narodowymi (GRN) jako organami władzy najniższego stopnia na wsi, funkcjonowały od reformy reorganizującej administrację wiejską przeprowadzonej jesienią 1954 do momentu ich zniesienia z dniem 1 stycznia 1973, tym samym wypierając organizację gminną w latach 1954–1972.
Gromadę Rudno z siedzibą GRN w Rudnie utworzono – jako jedną z 8759 gromad na obszarze Polski – w powiecie mińskim w woj. warszawskim, na mocy uchwały nr VI/10/7/54 WRN w Warszawie z dnia 5 października 1954. W skład jednostki weszły obszary dotychczasowych gromad Borków(), Podgórzno, Rudno i Władzin ze zniesionej gminy Kołbiel w tymże powiecie. Dla gromady ustalono 11 członków gromadzkiej rady narodowej.
1 stycznia 1957 do gromady Rudno przyłączono wieś Oleksin z gromady Rudzienko k/Kołbieli w tymże powiecie.
1 stycznia 1959 z gromady Rudno wyłączono wsie Borków, Podgórzno i Władzin, włączając je do gromady Kołbiel w powiecie otwockim, po czym gromadę Rudno zniesiono, a jej (pozostały) obszar włączono do gromady Rudzienko k/Kołbieli w powiecie mińskim.